# Csengerújfalu
Csengerújfalu è un comune dell'Ungheria di 892 abitanti (dati 2001). È situato nella contea di Szabolcs-Szatmár-Bereg.